# Becky Hammon
Rebecca Lynn „Becky“ Hammon (russisch Ребекка Линн "Бэкки" Хаммон/Rebekka Linn „Bekki“ Chammon; * 11. März 1977 in Rapid City, South Dakota, Vereinigte Staaten) ist eine US-amerikanisch-russische Basketballtrainerin und ehemalige -spielerin. Seit 2022 ist sie Trainerin des WNBA-Teams Las Vegas Aces. Sie spielte jeweils acht Jahre für New York Liberty und die San Antonio Silver Stars in der Women’s National Basketball Association (WNBA).
Als eine der bedeutendsten Spielerinnen der WNBA-Geschichte wurde sie 2023 in die Naismith Memorial Basketball Hall of Fame aufgenommen.

## Spielerkarriere

### College
Becky Hammon spielte bis 1999 für das Damen-Basketballteam der Colorado State University. Am 12. November 2004 wurde Hammon in die Colorado State University Hall of Fame aufgenommen. Seit dem 22. Januar 2005 wird Hammons Trikotnummer 25 an der Colorado State University nicht mehr vergeben.

### WNBA (1999–2014)
Trotz ihrer beeindruckenden Leistungen am College wurde sie niemals von einer WNBA Mannschaft in einem WNBA Draft ausgewählt. Am 12. Mai 1999 nahmen sie die New York Liberty unter Vertrag, wo sie zunächst nur die Ersatzspielerin von Teresa Weatherspoon war. Als diese aber zur Saison 2004 zu den Los Angeles Sparks wechselte, übernahm Hammon ihren Platz in der Startformation. In ihrer ersten Saison in der Startformation führte Hammon die Liberty  bis in die Eastern Conference Finals, wo sie mit den Liberty aber an den Connecticut Sun scheiterte.
Anlässlich des WNBA Drafts 2007 wurde Hammon samt einem Zweitrunden-Pick im WNBA Draft 2008 zu den San Antonio Silver Stars für einen Erstrunden-Pick (insgesamt 2. Pick: Jessica Davenport) im WNBA Draft 2007 transferiert. In der Saison 2007 spielte sie ihre bis jetzt stärkste Saison. Sie erzielte durchschnittlich 18,8 Punkte und 5 Assists pro Spiel. Da sie den besten Assistschnitt der gesamten Liga hatte, wurde sie mit einem WNBA Peak Performer Award ausgezeichnet. Hammon gewann mit den Silver Stars 20 von insgesamt 34 Spielen und schaffte damit zum ersten Mal in der Teamgeschichte den Einzug in die Playoffs, wo sie erst in den Conference Finals an den späteren WNBA-Meistern Phoenix Mercury scheiterten. Da sie in entscheidenden Momenten wichtige Würfe verwertet, erhielt sie von den Fans den Spitznamen „Big Shot Becky“.
Im Juli 2013 zog sich Hammon einen Kreuzbandriss im linken Knie zu und musste den Rest der Spielzeit pausieren. Im folgenden Jahr gab sie ihr Karriereende zum Ende der Saison bekannt.
Bis zu diesem Zeitpunkt bestritt sie in 16 WNBA-Saisons in der regulären Saison 450 Spiele, dabei stand sie 329 mal in der Startformation und erzielte 5841 Punkte, 1111 Rebounds und 1708 Assists. In 60 Playoff-Partien (davon 40 in der Startformation) erzielte sie 722 Punkte, 122 Rebounds und 173 Assists. Sie wurde für ihre Leistungen in der WNBA zum 15-jährigen Jubiläum der Liga im Jahr 2011 zu den WNBA's Top 15 Players of All Time gewählt und 2021 unter die 25 Greatest Players in WNBA History.

### Europa
In der Saisonpause der WNBA spielt Hammon wie viele WNBA-Spielerinnen regelmäßig in Europa. Seit dem Jahr 2006 stand sie dabei für Teams aus Spanien und Russland auf dem Platz. Zuletzt spielt sie für das russische Team Sparta&K Widnoje.

### Nationalmannschaft

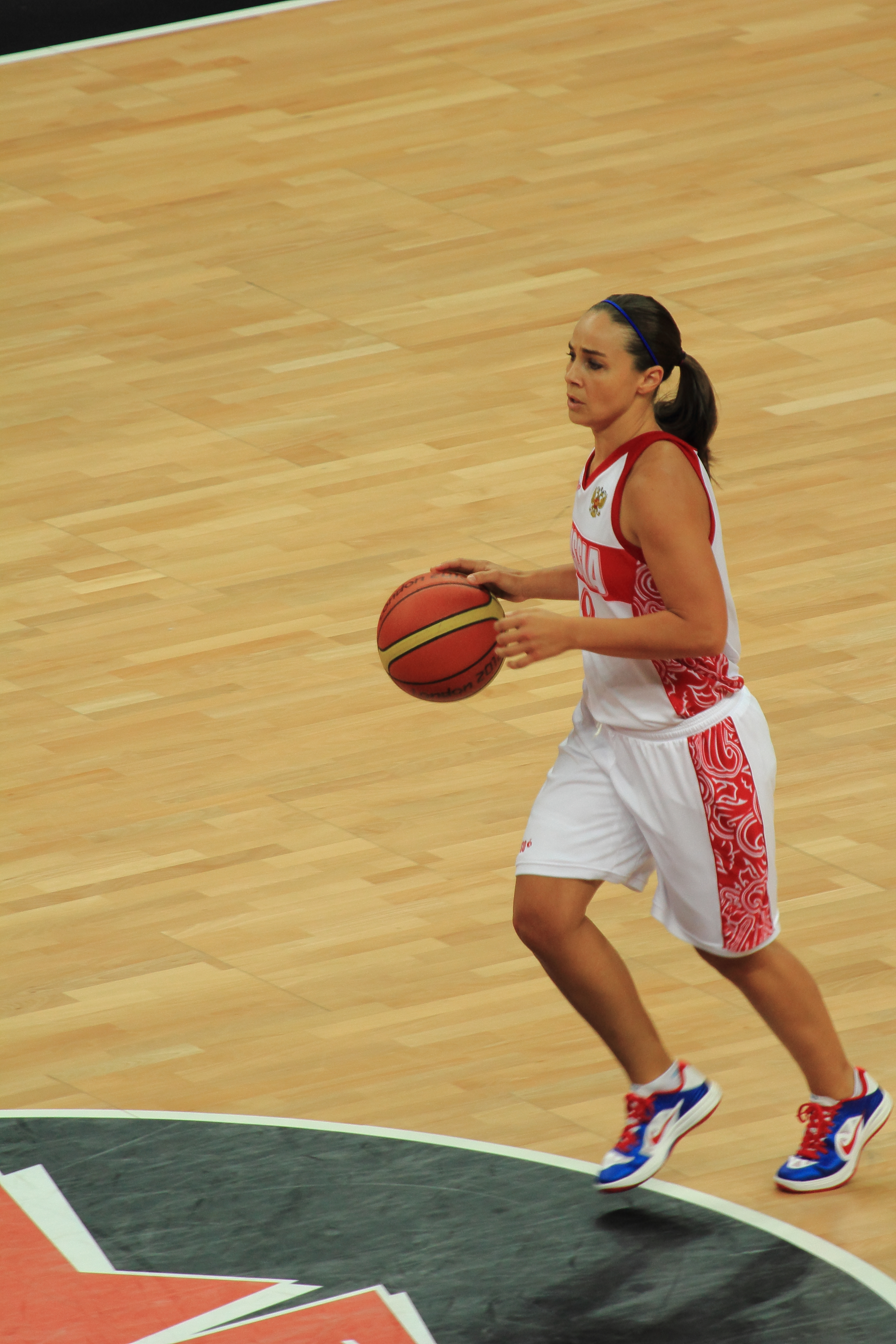
Hammon mit Russland bei den olympischen Sommerspielen 2012

Hammon wurde trotz ihrer starken Leistungen 2008 nicht für das Basketballteam der Vereinigten Staaten berücksichtigt. Da Hammon während der WNBA-Saisonpause für ZSKA Moskau spielte, besitzt sie seit 2008 neben der US-amerikanischen auch eine russische Staatsbürgerschaft. Deshalb nahm sie für das russische Basketballteam an den Olympischen Spielen 2008 in Peking teil. Hier gewann Hammons Mannschaft die Bronzemedaille. Vier Jahre später nahm sie erneut an den Olympischen Spielen teil und belegte mit Russland den vierten Platz.

## Trainerkarriere
2014 wurde Hammon bei den San Antonio Spurs als die erste Frau mit Vollzeit-Vertrag im Trainerstab eines NBA-Klubs verpflichtet. Infolge einer Ejection von Gregg Popovich im Spiel gegen die Los Angeles Lakers am 30. Dezember 2020 wurde sie zur ersten Frau, die eine Mannschaft in einem NBA-Spiel als Trainerin leitete. 2022 beendete Hammon ihre Tätigkeit bei den San Antonio Spurs und übernahm das Traineramt der Las Vegas Aces, die in der Women’s National Basketball Association antreten. Unter ihrer Leitung gewannen die Las Vegas Aces 2022 die WNBA-Meisterschaft.